# أغسطس شابمان ألين
أغسطس شابمان ألين (بالإنجليزية: Augustus Chapman Allen)‏ هو شخصية أعمال أمريكي، ولد في 4 يوليو 1806 في كاناسراغا في الولايات المتحدة، وتوفي في 11 يونيو 1864 في واشنطن العاصمة في الولايات المتحدة.